# Музичні статуї
Музичні статуї (англ. Musical statues) — гра, в яку грають на дитячих днях народження. Походить з Великої Британії. Ця гра схожа на гарячі стільці та є частиною «Єрусалимських ігор», елементом яких є вибування. Вона також відома як заморожений танець у Сполучених Штатах та танець статуї на Філіппінах.

## Правила
Гравці стоять у певному місці, зазвичай у танцювальному залі, а одна людина керує музикою. Коли музика починається, гравці повинні танцювати під неї, а коли вона зупиняється, вони повинні застигнути на місці. Будь-який гравець, який рухається або сміється під час зупинки музики, вибуває з гри. Гра триває, доки не залишиться лише одна людина, яку й оголосять переможцем.

## Варіації
У грі «Танець на газетах» гравці повинні танцювати на аркуші газети, не злазячи з нього. Щоразу, коли музика зупиняється і гравці завмирають, шматочки газети розриваються навпіл, щоб зменшити їх розмір. В іншій версії гри пари гравців танцюють навколо простирадла, на яке вони повинні наступати, коли музика зупиняється; газета складається до менших розмірів у міру проходження гри.
У грі зі світлофором гравці бігають, вдаючи, що вони транспортні засоби, і повинні завмерти, коли ведучий кричить «червоний!»

## Світовий рекорд
Світовий рекорд для музичних статуй було встановлено 16 серпня 2013 року. Участь у заході взяли понад 1500 учнів Державної середньої школи Менсфілд у Брісбені, Австралія.

## У масовій культурі
У вступних титрах австралійського дитячого мультсеріалу «Блуї» персонажі грають у гру «Музичні статуї».
Гра також згадується в серії книг про Гаррі Поттера, де головний герой і його розбещений кузен Дадлі Дурслі грали в неї на п'ятому дні народження останнього в 1985 році, але Гаррі програв, коли тітка Дадлі, Мардж, вдарила його палицею по гомілках.